# Waggoner Ranch
Le Waggoner Ranch est une ferme d'élevage historique du nord du Texas située à 21 km au sud de Vernon. 
La terre était utilisée principalement pour cultiver des récoltes, des bovins de boucherie et des chevaux ainsi que pour la production de pétrole. Elle a été reconnue comme étant le plus grand ranch sous une clôture aux États-Unis. 
Elle est créée en 1852 près de Vernon, au Texas, par Daniel Waggoner sous le nom de « Dan Waggoner & Son » ; son fils étant William Thomas Waggoner. 
Le Waggoner Ranch a été acquis par Stan Kroenke, qui est marié à Ann Walton (nièce de Sam Walton), en février 2016. Au moment de l'acquisition, le ranch comprenait 210 650 ha, ou 2 100 km2, mais encore plus de superficie a été incluse dans la vente, ce qui a rapproché le total de 217 000 ha.

## Emplacement
Le ranch est situé à l'ouest de Wichita Falls, au Texas, au sud de Vernon, près de la rivière Rouge. Les autres villes à proximité comprennent Electra et Seymour. C'est la deuxième plus grande ferme d'élevage au Texas en superficie (après le King Ranch). Elle s'étend sur six comtés et est moitié moins grande que Rhode Island. Des parties de celle-ci peuvent être vus des autoroutes U.S.183 et 283.

## Histoire
Le ranch a été créé en 1852 près de Vernon, au Texas, par Daniel Waggoner sous le nom de Dan Waggoner & Son ; son fils étant William Thomas Waggoner, qui était un bébé à l'époque. 
Les opérations d'élevage en ranch commencèrent avec 230 têtes de bovins à longues cornes et quelques chevaux. De 1889 à 1903, ils acquirent des terres dans le comté de Wichita, dans le comté de Wilbarger, ainsi que dans le comté de Foard, le comté de Knox, le comté de Baylor et le comté d'Archer. Le ranch s'étendait sur plus de 404 685 hectares de terre. 
Après la mort de Daniel Waggoner en 1902, son fils W.T. Waggoner acquit plus de terres. En 1903, il vendit une partie des terres près de China Creek aux promoteurs. Bien qu'il couvre toujours six comtés, il est principalement centré sur le comté de Wichita et le comté de Wilbarger. W.T. Waggoner éleva Quarter Horses sur le ranch, y compris Poco Bueno, qui fut enterré dans le ranch. En 1902, W.T. Waggoner découvrit du pétrole en forant de l'eau.
En 1909, W.T. Waggoner divise le Waggoner Ranch en quatre sous-sections: une pour lui-même (La Face Blanche) ; et trois plus petits sous-ranchs pour ses enfants: Zacaweista, Four Corners et Santa Ros. Cependant, en 1923, il change d'avis et créé une fiducie au Massachusetts. Ses enfants éliraient un conseil d'administration, qui prendrait des décisions avec lui à la barre.
Après la mort de W.T. Waggoner, ses trois enfants, Guy Waggoner, E. Paul Waggoner et Electra Waggoner, héritèrent chacun d'une section du ranch, bien qu'il y eût encore un conseil d'administration. Guy Waggoner y a vécu avec sa femme Anne Burnett, la fille de Samuel Burk Burnett et héritière du ranch 6666 de 1922 jusqu'à leur divorce. E. Paul Waggoner a élevé Quarter Horses sur le ranch. Electra Waggoner résidait principalement à Thistle Hill à Fort Worth, bien que son mari, Albert Buck Wharton, exploitait une cour de la livrée et des écuries sur le ranch.
En 1991, Electra Waggoner Biggs a intenté une poursuite pour pouvoir vendre le ranch. Son deuxième cousin, Albert Buckman Wharton III, également connu sous le nom de Bucky Wharton, qui était le fils de Buster Wharton, a fait appel pour arrêter la liquidation. Après la mort d'Electra Waggoner Biggs, sa part a été héritée par la fille d'Electra Waggoner Biggs Helen Biggs et son mari, Gene Willingham.
Le ranch a été étudié par le département de l'agriculture des États-Unis pour des questions de préservation. Trente cow-boys, et environ 120 personnes dans l'ensemble, sont employés sur la propriété. Il a environ 14 000 vaches et taureaux ainsi que 500 chevaux. Il comprend également 12 140 hectares de terres arables et environ 1 100 puits de pétrole. L'un des lacs du ranch fournit de l'eau à la ville de Wichita Falls,.
En août 2014, le ranch a été coté sur le marché immobilier avec un prix demandé de 725 millions de dollars américains.
Il a finalement été vendu en février 2016 au milliardaire Stan Kroenke, le mari de l'héritière de Walmart, Ann Walton Kroenke.